# Арнолд (Мериленд)
Арнолд (енгл. Arnold) насељено је место без административног статуса у америчкој савезној држави Мериленд.

## Демографија
По попису из 2010. године број становника је 23.106, што је 316 (-1,3%) становника мање него 2000. године.
| Група             | 2000.          | 2010.          |
| Белци             | 21.141 (90,3%) | 19.938 (86,3%) |
| Афроамериканци    | 1.132 (4,8%)   | 1.208 (5,2%)   |
| Азијати           | 350 (1,5%)     | 558 (2,4%)     |
| Хиспаноамериканци | 442 (1,9%)     | 918 (4,0%)     |
| Укупно            | 23.422         | 23.106         |